# Technōs Japan
Technōs Japan Corporation (株式会社テクノスジャパン Kabushiki-gaisha Tekunosujapan) est une société de développement de jeu vidéo.
D'origine japonaise, la société est fondée en 1981. Aujourd'hui disparue, elle a été active sur le marché des jeux d'arcade. Ses franchises les plus populaires sont la licence Nekketsu Kōha Kunio-kun et la série Double Dragon toutes deux créées par Yoshihisa Kishimoto 
Technos a notamment travaillé avec les éditeurs Data East et Taito. Elle possédait également une filiale aux États-Unis du nom d'American Technos.
Arc System Works a acquis les propriétés intellectuelles de Technos en juin 2015.

## Histoire
Technos a été fondée en 1981 par trois membres de Data East, qui travaillaient au départ dans un appartement d'une seule pièce. Leur premier jeu était Minky Monkey, sorti en 1982. À peine quelques mois après être fondée, la compagnie fait l'objet d'une poursuite de la part de Data East qui l'accuse d'avoir volé des donnés de son jeu d'arcade Pro-Tennis dans le but de produire et vendre un bootleg de celui-ci. Les deux entreprises finissent par se réconcilier et Technos développe deux jeux publiés par East soit Tag Team Wrestling et Karate Champ. Beaucoup des premiers jeux de Technos Japan ont souvent été publiés ou distribués par d'autres entreprises, en particulier par Data East (comme ce fut le cas avec Karate Champ) et Taito, Technos n'ayant pas à l'époque les moyens économiques pour distribuer ses propres jeux.
Le premier grand succès de l'entreprise au Japon fut Nekketsu Koha Kunio-kun ("Hot Blooded Tough Guy Kunio"), un beat them all à scrolling horizontal sorti en 1986, sur un lycéen qui combat les voyous et les délinquants d'autres écoles. Kunio-kun fut distribué sous le titre "Renegade" sur le marché occidental, avec les graphismes du jeu modifiés pour rendre le jeu commercialisable sur le marché étranger. Technos produisit alors une version NES (Nintento Entertainement System) du jeu, ce qui devint le premier jeu de Technos pour le marché des consoles de salon. Technos Japan réalisa ensuite un autre beat them all en arcade, Double Dragon, qui fut un grand succès dans le monde entier quand il fut distribué en 1987. Il aboutit également à une version NES, ainsi que d'autres versions sous licence, produits par d'autres entreprises sur différentes plates-formes.
Le succès de Kunio-kun conduisit à la production de nombreux spin-offs (séries dérivées) et suites avec le même personnage produit sur la plateforme 8-bit Famicom au Japon, et plus tard pour la Game Boy et la Super Famicom, il y eut ainsi plus de vingt jeux avec Kunio au milieu des années 1990, dont beaucoup étaient des jeux de sport. Quelques jeux Kunio-kun ont été distribués sur le marché nord-américain, à savoir Super Dodge Ball, River City Ransom, et Nintendo World Cup, mais les jeux n'avaient aucun lien entre eux. Technos tenta de remédier à cela en essayant de distribuer plusieurs jeux Kunio-kun sous le label  Crash 'n the Boys, mais seulement Crash' n the Boys: Street Challenge fut distribué (à la fin du jeu on peut voir un teaser pour Ice Challenge, qui ne fut pas réalisé) .
Technos donna également deux suites d'arcade à Double Dragon : Double Dragon II: The Revenge en 1988 et Double Dragon 3: The Rosetta Stone en 1990 (ce dernier fut réalisé par une équipe de développement externe de East Technology), et produit les versions respectives sur NES de ces jeux, ainsi que Super Double Dragon en 1992, un jeu exclusif pour la Super Nintendo. Double Dragon fut adapté en film live, ainsi qu'en une série d'animation américaine.
En dehors des jeux Double Dragon et Kunio-kun, Technos produisit quelques jeux originaux sur arcade et consoles tels que Championnat US V'Ball, Combatribes et Shadow Force, ainsi que deux jeux d'arcade WWF (WWF Superstars et WWF WrestleFest) , mais la plupart de ces jeux n'ont pas atteint le même succès que Kunio-kun et Double Dragon.
En 1996, Technos Japan fit faillite et ferma ses portes. Ses derniers jeux furent produits sur Neo Geo, qui comprend un jeu de combat Double Dragon basé sur le film, leur deuxième et dernier jeu de combat Voltage Fighter Gowcaizer, et une suite Neo-Geo de Super Dodge Ball.
Depuis la fermeture de Technos Japan, une société appelée Million a acheté les anciennes licences de Technos Japan et continue de développer de nouveaux jeux basés sur eux. Millions a produit Super Dodge Ball Advance, Double Dragon Advance et River City Ransom EX pour la Game Boy Advance, Super Dodgeball Brawlers pour la Nintendo DS, ainsi que les rééditions de titres de la société d'origine via la console virtuelle et d'autres services.

## Liste chronologique de jeux
Cette liste est non exhaustive.
- Minky Monkey (1982)
- Zeroize (1983)
- Eggs (Scrambled Egg)  (1983)
- Dommy (1983)
- Tag Team Wrestling (The Big Pro-Wrestling!) (1983)
- Acrobatic Dog-Fight (Dog-Fight: Batten O'Hara no Sucharaka Kuuchuu-sen) (1984)
- Karate Champ (1984)
- Shusse Ōzumō (1984)
- Twin Lever (1984)
- Mysterious Stones (1984)
- Bogey Manor (1985)
- Mat Mania  (1985)
- Suchiyarach (1985)
- Mania Challenge (1986)
- Battle Lane Vol. 5 (1986)
- Xain'd Sleena (1986)
- Renegade  (1986)
- Double Dragon (1987)
- Super Dodge Ball (1988)
- Double Dragon II: The Revenge (1988)
- China Gate (1988)
- Street Gangs (1989)
- Super Spike V'Ball (1989)
- WWF Superstars (1989)
- Blockout us (1989)
- The Combatribes (1990)
- Nintendo World Cup (1990)
- Technos Ice Hockey (1992)
- Shadow Force (1993)
- Voltage Fighter: Gowcaizer (1995)
- DunQuest: Majin Fuuin no Densetsu (1995)